# Live 2 Infinitea
Albums de Gong
Zero to Infinity
(2000) Glastonbury Fayre 1971
(2002)
Live 2 Infinitea est un album en concert de Gong sorti en 2000.
Il a été enregistré lors de la tournée suivant l'album Zero to Infinity.

## Liste des titres
| No  | Titre                             | Durée |
| --- | --------------------------------- | ----- |
| 1.  | Foolefare                         | 0:46  |
| 2.  | Zeroid                            | 6:08  |
| 3.  | Magdalene (Intro)                 | 2:15  |
| 4.  | Magdalene                         | 5:05  |
| 5.  | Infinitea                         | 3:58  |
| 6.  | The Mad Monk                      | 3:29  |
| 7.  | Zero the Hero & The Witch's Spell | 9:26  |
| 8.  | Bodilingus (Intro)                | 0:53  |
| 9.  | Bodilingus                        | 5:19  |
| 10. | Inner Temple                      | 2:36  |
| 11. | Yoni On Mars                      | 6:57  |
| 12. | Tropical Fish                     | 3:42  |
| 13. | Invisible Temple                  | 9:07  |
| 14. | Selene                            | 6:50  |

### Musiciens
- Daevid Allen : guitare, voix, guitare glissando
- Gilli Smyth : space whisper
- Gwyo ze pix : claviers, electronics, chœur
- Mike Howlett : basse
- Chris Taylor : batterie, chœur
- Didier Malherbe : flute, sax alto, sax soprano, doudouk
- Theo Travis : sax soprano, sax ténor
- Basil Brooks : bulles additionnelles sur "Inner Temple"